# Станіслав Кміта (руський воєвода)
Станіслав Кміта гербу Шренява (пол. Stanisław Kmita; близько 1450 — перед 5 травня 1511) — шляхтич, військовик, урядник, магнат. Підписувався з Вісьніча (Соб'єня, Собєньські).

## Життєпис
Четвертий син львівського каштеляна Яна Кміти (Яна Носека із Собєня). Молодший брат краківського каштеляна Пйотра Кміти.
1465 року почав навчання у Краківському університеті. Після навчання якийсь час господарював разом із братами та матір'ю в успадкованих батьківських маєтностях. Мріяв про духовну кар'єру, у 1479—1483 роках був сандомирським каноніком. 17 серпня 1484 року в сяніцькому земському суді разом із братами Пйотром, Анджеєм брав участь у справі опікунства стриєчної сестри Барбари Кмітівни з Дубецька (цього дня брати поділили спадок стрия — сандомирського воєводи Добєслава — з Барбарою, купили в неї за 6 000 угорських флоринів містечко Дубецько з околицями. «Неподільні» до цього часу брати розділили незабаром спільне майно (спадок, куплене, королівщини; було затверджене королем 1487 року). Станіславу Кміті став належати замок Собєн та приналежні села в Сяноцькій землі. 1488 року став сяноцьким каштеляном, у грудні 1489 року став перемиським каштеляном. Стосунки з королівським двором були значно слабші, ніж брата Пйотра, тому частіше брав участь у судових справах, ніж у публічних. Сусід Пйотр Одновскі з Фельштина 1492 року позивав Станіслава Кміту за напад, спалення маєтності Бойськ (Збойськ). Після смерти Казимира IV разом із братом Пйотром був у невеликій групі можновладців, які не підтримали вибору королем Яна І Ольбрахта. 1497 року брав участь у волоській виправі, за це отримав від короля 2 села в Перемиській землі (конфісковані у шляхти, відсутньої на виправі). Відтоді перебував у радниках королів Яна І, Александра, Сиґізмунда. Був свідком примирення зі Штефаном III 15 квітня 1499 року, на початках травня брав участь у переговорах щодо польсько-литовської унії, в жовтні зволікав з допровадженням посполитого рушення Перемиської землі до генерального старости Руси Пйотра Мишковского. 1501 року став белзьким воєводою, 1502 року перемиським старостою, мав судову суперечку з Пйотром Одновским з Фельштина (який мав у заставі частину маєтків Перемиського староства за надану королю позику розміром 4000 золотих). 1503 року помирились, 1504 року король викупив заставлену частину Перемиського староства. Після смерті брата Пйотра був 1 рік старостою спіським. 1506 року на Любельському сеймі пообіцяв 19 квітня 1506 року віддати староство новому уряднику (король списав річний дохід). Був 1507 року на коронаційному сеймі у Кракові, став руським воєводою (записаний свідком 16 квітня 1507 року, цього дня позичив королю 2000 злотих, в заставу отримав королівське містечко Сломніки). 1508 року перебував у оточенні короля, уклав угоду з королем про викуп Перемиського староства. У лютому 1511 року був на Пйотркувському сейми.

### Сім'я
Дружина — донька краківського воєводи Яна Амора «Юніора» Тарновського Катажина (шлюб близько 1489 року). Діти:
- Пйотр Кміта Собенський
- Станіслав з Ліська, каштелян львівський
- Анна
- Катажина
- Навойка.

### Маєтності
Після поділу батьківського майна отримав замок Собєн, містечка Бабиці, Лісько, 30 сіл (переважно волоських пастирських осад). Після смерті брата Пйотра отримав 7 сіл в Краківському воєводстві, дворик у Кракові. Мав 2 села з королівського надання, староство перемиське, 3 менші королівщини, тенуту райброцьку по брату Пйотру. Щороку мав 50 гривень чиншу з жупи бохеньської та успадкованого по брату млина; 100 гривень як забезпечення руського воєводи. За службу отримував від короля гроші.

15 гривень чиншу відкупного 1499 року записав перемиським домініканцям.